# 9618 Johncleese
9618 Johncleese är en asteroid i huvudbältet som upptäcktes den 17 mars 1993 i samband med projektet UESAC. Den fick den preliminära beteckningen 1993 FQ8 och  namngavs senare efter John Cleese, en av medlemmarna i Monty Python.
Johncleeses senaste periheliepassage skedde den 15 maj 2020.[Uppdatering behövs]

## Namngivningen
Johncleese är den andra i en serie av sex asteroider som namngetts efter medlemmarna i Monty Python. Här är den fullständiga listan:
- 9617 Grahamchapman
- 9618 Johncleese
- 9619 Terrygilliam
- 9620 Ericidle
- 9621 Michaelpalin
- 9622 Terryjones
- 13681 Monty Python